# Myotis yesoensis
Myotis yesoensis — вид рукокрилих роду Нічниця (Myotis).

## Морфологічна характеристика
Довжиною голови й тулуба від 44 до 51,3 мм, довжина передпліччя від 32,8 до 35,3 мм, довжина хвоста від 34,5 до 41 мм. Волосяний покрив дуже м'який і шовковистий. Дорсальні частини червонувато-коричневі та чорно-коричневі вздовж боків, а черевні частини жовтувато-коричневі, з темнішими плямами з боків грудей. Вуха темно-коричнево-чорнуваті, помірно довгі, вузькі, округлі і з опуклим переднім краєм. Перетинки крил широкі, темно-коричнево-чорнуваті, прикріплені ззаду до основи великого пальця ноги. Стопи довші за половину великогомілкової кістки. Хвіст довгий і повністю включений в літальну перетинку. Другий верхній премоляр невеликий.

## Поширення, поведінка
Країни проживання: Хоккайдо, Японія. Мешкає в гірських лісах. Ховається в дуплах дерев. Харчується комахами. 